# 安齋結花
安齋 結花（あんざい ゆか、1996年10月14日 - ）は、千葉県出身の女子サッカー選手。ポジションはミッドフィールダー、フォワード(ウイング)。

## 経歴
5歳からサッカーを始め、小学生時代はFCリベレオで男子とともにプレー。

### ユース
中学生からジェフユナイテッド市原・千葉レディースの下部組織に入団した。ジュニアユースではJFAエリートプログラム女子U-14メンバーに、ユースではU-18日本代表に選出されるなど世代別代表で活躍。また、高校1年時にトップチームでのなでしこリーグ出場も果たした。

### シニア
2015年よりジェフ千葉レディーストップチームに正式加入。同年、U-19日本代表としてAFC U-19女子選手権に出場し優勝を経験した。
2018年1月、なでしこチャレンジトレーニングキャンプのメンバーに選出された。同年5月6日、なでしこリーグ第5節ノジマステラ神奈川相模原に先発出場し、リーグ戦通算100試合出場を達成した。
2019年、伊賀フットボールクラブくノ一へ完全移籍。
2021年シーズンから3年振りにジェフユナイテッド市原・千葉レディースに復帰。
2022年12月8日、8月14日の練習中に頭部にボールが衝突し、11月30日に脳脊髄液漏出症と診断され、12月2日に手術が終了したことが発表された。
2024年5月21日、ジェフとの契約満了に伴い退団が発表された。
2024年7月12日、なでしこリーグ1部の愛媛FCレディースへの入団が発表された。2024年9月6日に開催されたなでしこリーグ1部第17節で後半89分から出場し、脳脊髄液漏出症の診断からおよそ2年ぶりに公式戦に復帰した。

## 所属クラブ
- FCリベレオ
- ジェフユナイテッド市原・千葉レディースU-15
- ジェフユナイテッド市原・千葉レディースU-18
- 2015年 - 2018年 ジェフユナイテッド市原・千葉レディース
- 2019年 - 2020年 伊賀フットボールクラブくノ一 / 伊賀FCくノ一三重
- 2021年 - 2024年 ジェフユナイテッド市原・千葉レディース
- 2024年7月 -  愛媛FCレディース

## 個人成績

### クラブ
| 国内大会個人成績 | 国内大会個人成績                       | 国内大会個人成績 | 国内大会個人成績 | 国内大会個人成績 | 国内大会個人成績 | 国内大会個人成績 | 国内大会個人成績 | 国内大会個人成績 | 国内大会個人成績 | 国内大会個人成績 | 国内大会個人成績 |
| 年度             | クラブ                                 | 背番号           | リーグ           | リーグ戦         | リーグ戦         | リーグ杯         | リーグ杯         | オープン杯       | オープン杯       | 期間通算         | 期間通算         |
| 年度             | クラブ                                 | 背番号           | リーグ           | 出場             | 得点             | 出場             | 得点             | 出場             | 得点             | 出場             | 得点             |
| 日本             | 日本                                   | 日本             | 日本             | リーグ戦         | リーグ戦         | リーグ杯         | リーグ杯         | 皇后杯           | 皇后杯           | 期間通算         | 期間通算         |
| ---------------- | -------------------------------------- | ---------------- | ---------------- | ---------------- | ---------------- | ---------------- | ---------------- | ---------------- | ---------------- | ---------------- | ---------------- |
| 2012             | ジェフユナイテッド市原・千葉レディース | 29               | なでしこ         | 7                | 1                | 0                | 0                | 0                | 0                | 7                | 1                |
| 2013             | ジェフユナイテッド市原・千葉レディース | 14               | なでしこ         | 13               | 0                | 7                | 2                | 0                | 0                | 20               | 2                |
| 2014             | ジェフユナイテッド市原・千葉レディース | 8                | なでしこ         | 28               | 2                | -                | -                | 3                | 0                | 31               | 2                |
| 2015             | ジェフユナイテッド市原・千葉レディース | 8                | なでしこ1部      | 18               | 1                | -                | -                | 3                | 0                | 21               | 1                |
| 2016             | ジェフユナイテッド市原・千葉レディース | 8                | なでしこ1部      | 15               | 1                | 10               | 0                | 3                | 0                | 28               | 1                |
| 2017             | ジェフユナイテッド市原・千葉レディース | 8                | なでしこ1部      | 15               | 0                | 8                | 2                | 4                | 0                | 27               | 2                |
| 2018             | ジェフユナイテッド市原・千葉レディース | 8                | なでしこ1部      | 10               | 0                | 7                | 0                | 3                | 0                | 20               | 0                |
| 2019             | 伊賀FCくノ一                           | 19               | なでしこ1部      | 16               | 0                | 4                | 0                | 2                | 0                | 22               | 0                |
| 2020             | 伊賀FCくノ一三重                       | 19               | なでしこ1部      | 17               | 1                | -                | -                | 1                | 1                | 18               | 2                |
| 2021-22          | ジェフユナイテッド市原・千葉レディース | 18               | WE               | 14               | 1                | -                | -                | 4                | 0                | 18               | 1                |
| 2022-23          | ジェフユナイテッド市原・千葉レディース | 18               | WE               | 0                | 0                | 0                | 0                | 0                | 0                | 0                | 0                |
| 2023-24          | ジェフユナイテッド市原・千葉レディース | 18               | WE               | 0                | 0                | 0                | 0                | 0                | 0                | 0                | 0                |
| 通算             | 日本                                   | 日本             | 1部              | 153              | 7                | 36               | 4                | 23               | 1                | 212              | 12               |
| 総通算           | 総通算                                 | 総通算           | 総通算           | 153              | 7                | 36               | 4                | 23               | 1                | 212              | 12               |

- 日本女子サッカーリーグ
  - 初出場 - 2012年9月16日 なでしこリーグ 第10節 岡山湯郷Belle戦 (東総運動場)
  - 初得点 - 2012年10月20日 なでしこリーグ 第15節 ASエルフェン狭山FC戦 (熊谷スポーツ文化公園陸上競技場)

- WEリーグ
  - 初出場 - 2021年10月16日 第6節 AC長野パルセイロ・レディース戦 (長野Uスタジアム)[14]
  - 初得点 - 2022年4月2日 第16節 マイナビ仙台レディース戦 (ゼットエーオリプリスタジアム)[14]

- 国内リーグ戦通算150試合出場 - 2022年4月17日 2021-22 WEリーグ 第17節 大宮アルディージャVENTUS戦 (NACK5スタジアム大宮)

### 代表
- U-18日本代表
- U-19日本代表
  - AFC U-19女子選手権2015

## タイトル

### クラブ
- ジェフユナイテッド市原・千葉レディース
  - なでしこリーグカップ：1回（2017）

### 代表
- U-19日本代表
  - AFC U-19女子選手権2015